# الحارث بن أبي ضرار
الحارث بن أبي ضرار، صحابي وأبو جويرية بنت الحارث، زوجة النبي وأم المؤمنين.

## سيرته
هو حبيب بن الحارث.بن عائد بن مالك بن جذيمة، وهو المصطلق بن سعد بن كعب بن عمرو بن ربيعة الخزاعي المصطلقي، أبو جويرية زوج النبي أبو جويرية بنت الحارث، زوج النبي.
قال ابن إسحاق: تزوج رسول الله جويرية بنت الحارث بن أبي ضرار، وكانت في سبايا بني المصطلق من خزاعة، فوقعت لثابت بن قيس بن شماس، فأقبل أبوها الحارث بن أبي ضرار لنداء ابنته، فلما كان بالعقيق نظر إلى الإبل التي جاء بها للفداء، فرغب في بعيرين منها. فغيبهما في شعب من شعاب العقيق. ثم أتى النبي فقال: يا محمد، أخذتم ابنتي وهذا فداؤها، فقال رسول الله: "فأين البعيران اللذان غيبت بالعقيق في شعب كذا وكذا" فقال الحارث: أشهد أن لا إله إلا الله، وأنك رسول الله، ما اطلع على ذلك إلا الله. وأسلم الحارث، وابنان له، وناس من قومه.